# 哈勒河
52°10′2.3″N 9°45′45.1″E / 52.167306°N 9.762528°E

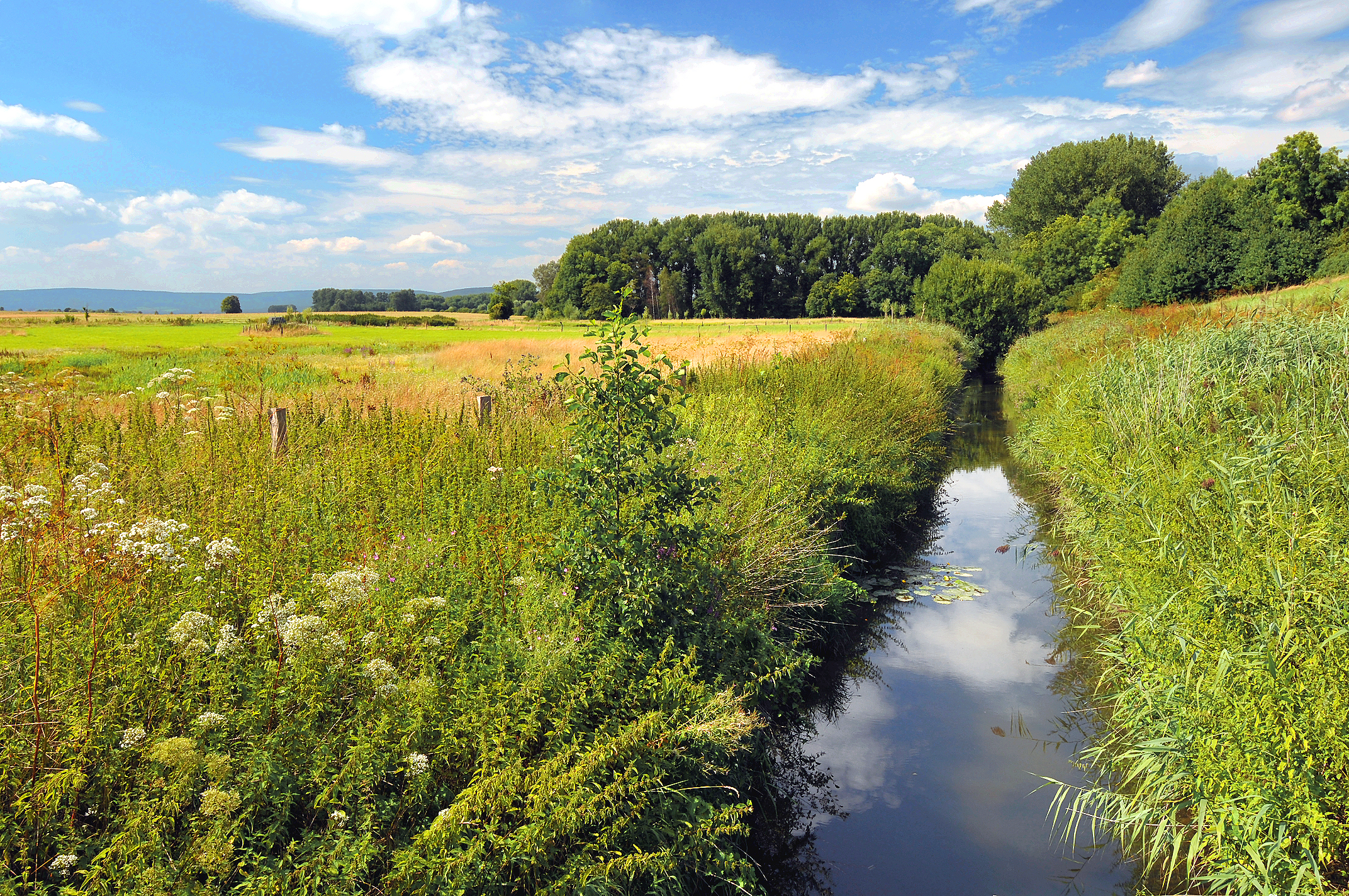
哈勒河

哈勒河（德語：Haller），是德國的河流，位於該國西北部，由下薩克森州負責管轄，屬於萊訥河的左支流，河道全長18公里，流域面積124平方公里，發源自施普林格，河口處在北施泰門。